# 水野忠矩
水野 忠矩（みずの ただのり、? - 元禄6年6月29日（1693年7月31日））は、江戸時代の旗本水野守政の世子。兄弟に内藤清枚（次男）、成瀬正章室。室は伊沢政成の娘。
明暦2年（1657年）8月10日、将軍徳川家綱に拝謁する。元禄6年、父に先立って没した。